# مايك كيلي (لاعب كرة قاعدة)
مايك كيلي (بالإنجليزية: Mike Kelly) هو لاعب كرة قاعدة أمريكي، ولد في 2 يونيو 1970 في لوس أنجلوس في الولايات المتحدة.

## وصلات خارجية
- مايك كيلي (لاعب كرة قاعدة) على موقعبيزبول رفرنس.كوم (الدوري الرئيسي) (الإنجليزية)
- مايك كيلي (لاعب كرة قاعدة) على موقعبيزبول رفرنس.كوم (الدوري الثانوي) (الإنجليزية)